# Нарингенин
Нарингенин — один из флавоноидов, который содержится в ряде растений, в том числе в цитрусовых и помидорах, а также в томатной пасте. Кроме того разработаны методы его получения с помощью генмодифицированных организмов (ГМО), например, с помощью ГМО дрожжей из глюкозы или из p-кумаровой кислоты.

## Лекарственные свойства нарингенина
Первоначально предложенный в качестве эффективного лекарства от кашля при легочном фиброзе, хроническом бронхите и астме, нарингенин, как выяснилось, обладает широким спектром биологического воздействия на здоровье человека, проявляя антиоксидантное, противоопухолевое, противовирусное, антибактериальное, противовоспалительное, антиадипогенное и кардиозащитное действие.

### Способы доставки нарингенина
Терапевтический потенциал нарингенина ограничен из-за его гидрофобной природы, что приводит к плохой биодоступности. Поэтому разработан широкий спектр наноносителей, которые используются в качестве систем доставки нарингенина в клетку, включая полимерные наночастицы, мицеллы, липосомы, твердые липидные наночастицы, наноструктурированные липидные носители, наносуспензии и наноэмульсии. Так, например, быстрая доставка в носоглотку и легкие путем ингаляции распыленного раствора нарингенин-гидроксипропил-β-циклодекстрина обеспечивает быстрый терапевтический эффект, позволяя достичь небольшой дозой препарата высокую локальную концентрацию нарингенина, что имеет решающее значение для лечения кашля, проявлений астмы и хронической обструктивной болезни легких (ХОБЛ).

### Антиоксидантные свойства
Нарингенин и его производные соединения, такие как нарингенин-оксим способны защищать от окислительного повреждения липиды и от повреждения геномную ДНК.

### Противовоспалительное действие
Накапливаются данные, что нарингенин обладает некоторым обезболивающим и противовоспалительным действием. Нарингенин проявлял противоартритные свойства в зависимости от дозы уменьшая воспаление суставов и инфильтрацию воспалительных клеток, подавляя воспалительный маркер TNF-α. В опытах на крысах, нарингин оказывал антифиброзное действие на почки как in vivo, так и in vitro, возможно, через белки SMAD активиновых рецепторов TGF-β, подавляя при этом экспрессию воспалительных факторов. Нарингенин в перспективе может найти применение для длительного лечения и профилактики воспалительных заболеваний дыхательных путей, включая астму, хроническую обструктивную болезнь легких (ХОБЛ), рак легких, фиброз легких и кистозный фиброз. Кроме того нарингенин — перспективное средство для лечения аллергического ринита.

### Геропротекторные свойства
Нарингенин улучшал память и способность к обучению у стареющих мышей, влияя на TNF-α, который участвует в когнитивных нарушениях, связанных со старением, защищал сердечную мышцу от старения.

### Потенциально препарат для лечения COVID‐19
Предполагается что нарингенин может оказывать терапевтическое действие против COVID-19 за счет ингибирования основной протеазы COVID-19, 3CLpro, и снижения активности рецепторов АПФ-2, а также по крайней мере, частично, путем ослабления воспалительных реакций. В опытах in vitro нарингенин проявил мощное ингибирующее действие на вирус SARS-CoV-2. Однако положительные эффекты нарингенина на вирусную инфекцию пока требуют подтверждения в длительных клинических исследованиях.

### Производные нарингенина
Нарингенин может служить сырьем для производства сакуранетина, вещества которое, учитывая его мощный гипотензивный и сосудорасширяющий эффект, потенциально может служить антигипертензивным средством, а также проявляет противовирусную активность, обладает антиоксидантными, противомикробными, противовоспалительными, противопаразитарными, антимутагенными и противоаллергическими свойствами.
Кроме того из нарингенина можно синтезировать гесперетин, который обладает противовоспалительным, нейропротекторным, противоопухолевым, противоспазматическим, кардиопротекторным, противоастматическим и противодиабетическим действиями.